# Divisão N.º 15 (Alberta)
A Divisão N.º 15 é uma das dezenove divisões do censo da província canadense de Alberta, conforme definido pela Statistics Canada. A maior parte da divisão está localizada na Região das Montanhas Rochosas de Alberta, enquanto sua porção meridional está na Região Sul, a maior cidade da Divisão Nº15 é Canmore.